# Roadstar
Roadstar é uma marca de equipamentos eletroeletrônicos pertencente a multinacional japonesa Fuji Electric (integrante do grupo Fujitsu). A marca engloba equipamentos de áudio e vídeo e a sua especialidade: produtos automotivos, como equipamentos de som e acessórios.

## História
Lançada em 1976 pela empresa Roadstar Corporation para uma linha especializada em som automotivo. No início da década de 1980, a Roadstar Corporation faliu e a marca foi comprada pela japonesa Fuji Eletronics Mfg. Co. Ltd. que ampliou os produtos comercializados, incluindo áudio e vídeo residencial. Na década de 1990, a Fuji lançou aparelhos telefônicos para automóveis com a marca.
Os produtos são comercializados em vários países das Américas, na Europa, além da Ásia.